# Onychoteuthis banksii
Onychoteuthis banksii är en bläckfiskart som först beskrevs av Leach 1817.  Onychoteuthis banksii ingår i släktet Onychoteuthis och familjen Onychoteuthidae. Arten är reproducerande i Sverige. Inga underarter finns listade i Catalogue of Life.